# Frederick Scourse
Frederick Peter Scourse, CB, MBE, FREng, FIEE, FIET (* 23. Juni 1944) ist ein ehemaliger britischer Seeoffizier der Royal Navy, der zuletzt als Konteradmiral (Rear-Admiral) zwischen 1996 und 1997 kommissarischer Dritter Seelord und Controller der Marine (Acting Third Sea Lord and Controller of the Navy) war. Zugleich fungierte er als Generaldirektor Überwasserschiffe (Director General Surface Ships).

## Leben
Frederick Peter Scourse trat nach dem Schulbesuch 1962 in die Royal Navy (RN) ein und fand in der Folgezeit zahlreiche Verwendungen als Seeoffizier und Stabsoffizier. Er spezialisierte sich auf U-Boote und war in der ersten Hälfte seiner Marinekarriere sowohl mit nuklearen Antrieben als auch mit taktischen Waffensystemen auf See und an Land beschäftigt. 1972 wurde er Mitglied (Member) des Order of the British Empire (MBE). Nach Schlüsselrollen als stellvertretender Direktor für das erfolgreiche U-Boot-Programm Trident und als Leiter für Reaktorsicherheit im Verteidigungsministerium des Vereinigten Königreichs wurde er 1987 Militärassistent des Chefs der Beschaffung der Verteidigung (Chief of Defence Procurement), wo er sich einen sehr breiten Überblick über die gesamte Bandbreite der Rüstungsbeschaffung verschaffen konnte. Anschließend diente er als Generaldirektor für Oberflächenwaffen (Director General Surface Weapons) und leitete als solcher eine Organisation von 400 Personen, die mit der Beschaffung der Waffensysteme und Ausrüstung der Marine hauptsächlich für Überwasserschiffe beauftragt war. Er übernahm im Anschluss den Posten als Generaldirektor Überwasserschiffe (Director General Surface Ships) und war verantwortlich für die Beschaffung ganzer Schiffe inklusive ihrer Waffen- und Führungssysteme. Neben der Verwaltung zahlreicher Schiffsakquisitionen verlegte er eine große Organisation von verschiedenen weit verstreuten Standorten in die neue Einrichtung in Abbey Wood. Er verbrachte als Director General Surface Weapons sowie als Director General Surface Ships acht Jahre als leitender britischer Verhandlungsführer in einem großen Programm der Länder Großbritannien, Frankreich, Italien und Spanien.
Als Konteradmiral (Rear-Admiral) übernahm Frederick P. Scourse im April 1996 von Vizeadmiral Sir Robert Walmsley in der Admiralität zusätzlich die Posten als kommissarischer Dritter Seelord und Controller der Marine (Acting Third Sea Lord and Controller of the Navy) und verblieb auf diesem Posten bis zu seinem Ausscheiden aus dem aktiven Militärdienst im Februar 1997, woraufhin Konteradmiral Peter Spencer seine Nachfolge antrat. Für seine langjährigen Verdienste wurde er 1997 Companion des Orders of the Bath (CB).
Nach seinem Ausscheiden aus der Marine war Scourse von 1997 bis 2004 Berater des Verteidigungsministeriums für die Sicherheit von Kernwaffen (Nuclear Weapons Safety Advisor) und förderte das Sicherheitsmanagement im Nuklearwaffenbereich. 2000 wurde er Fellow der Royal Academy of Engineering (FREng). In jüngerer Zeit war er an führenden unabhängigen Überprüfungen wichtiger Regierungs- und Industrieprogramme und -projekte beteiligt wie zum Beispiel als Teamleiter des Amtes für Regierungshandel OGC (Office of Government Commerce) für risikoreiche und geschäftskritische Projekte und Programme. Er hat in dieser Funktion eine Reihe von Regierungsabteilungen und -behörden wie das Verteidigungsministerium, das Innenministerium (Home Office), die Passbehörde (HM Passport Office), die Regierungskommunikationszentrale GCHQ (Government Communications Headquarters), das Außenministerium FCO (Foreign, Commonwealth and Development Office) und die Agentur für Fahrzeug- und Betreiberdienste VOSA (Vehicle and Operator Services Agency) unterstützt. Scourse, der auch Fellow des Institution of Electrical Engineers (FIEE) sowie des Institution of Engineering and Technology (FIET) ist, hat außerdem als Berater für große Rüstungsunternehmen wie British Aerospace, Thales Group, General Dynamics und Devonport Royal Dockyard gearbeitet und fungierte derzeit als wichtiger Berater für BAE Systems Submarines Solutions. Frederick Scourse engagierte sich außerdem zwei Jahre lang Direktor des Wild Trout Trust, einer Naturschutzorganisation, und ist weiterhin in der lokalen Flussschutzarbeit aktiv. Er ist ferner Industrieberater am Churchill College der University of Cambridge.